# Сельское поселение Пяжозерское
Сельское поселение Пяжозерское (вепс. Pazjaren küläkund) — сельское поселение в составе Бабаевского района Вологодской области.
Центр — посёлок Пяжелка.
Образовано 1 января 2006 года в соответствии с Федеральным законом № 131 «Об общих принципах организации местного самоуправления в Российской Федерации».
В состав сельского поселения вошёл Пяжозерский сельсовет.
На территории Сельского поселения Пяжозерское компактно проживает коренной малочисленный народ — вепсы.

## География
Расположено на северо-западе района. Граничит:
- на юге с Центральным сельским поселением,
- на востоке с Вепсским национальным сельским поселением,
- на севере с Коштугским и Оштинским сельскими поселениями Вытегорского района,
- на западе с Ленинградской областью.

На территории муниципального образования расположены озёра Пяжозеро, Линжозеро, Нажмозеро и др., протекают реки Ножема, Пяжелка, Колошма, Логозерка, Сарожка. На северо-западе Пяжозерского сельского поселения берёт исток из Чаймозера река Оять.

## Населённые пункты
В состав сельского поселения входят 12 населённых пунктов, в том числе
9 деревень,
3 посёлка.
| Населённый пункт      | ОКАТО          | Рег. номер | Расстояние до районного центра, км | Расстояние до центра поселения, км | Координаты                      |
| --------------------- | -------------- | ---------- | ---------------------------------- | ---------------------------------- | ------------------------------- |
| деревня Алексеевская  | 19 205 853 002 | 180        | 120                                | 19                                 | 60°14′39″ с. ш. 35°39′49″ в. д. |
| деревня Григорьевская | 19 205 853 003 | 181        | 120                                | 19                                 | 60°14′56″ с. ш. 35°40′26″ в. д. |
| деревня Заречье       | 19 205 853 004 | 182        | 122,5                              | 21,5                               | 60°16′10″ с. ш. 35°40′57″ в. д. |
| посёлок Колошма       | 19 205 853 005 | 183        | 126                                | 25                                 | 60°10′07″ с. ш. 35°25′05″ в. д. |
| деревня Красная Гора  | 19 205 853 006 | 184        | 121,5                              | 20,5                               | 60°15′41″ с. ш. 35°41′08″ в. д. |
| деревня Макарьевская  | 19 205 853 007 | 185        | 120                                | 20                                 | 60°14′46″ с. ш. 35°39′39″ в. д. |
| посёлок Нижняя Ножема | 19 205 853 008 | 186        | 108                                | 7                                  | 60°06′11″ с. ш. 35°47′18″ в. д. |
| деревня Никитинская   | 19 205 853 009 | 187        | 120,3                              | 19,3                               | 60°15′07″ с. ш. 35°40′33″ в. д. |
| деревня Погорелая     | 19 205 853 010 | 188        | 120,5                              | 19,5                               | 60°15′06″ с. ш. 35°40′22″ в. д. |
| посёлок Пяжелка       | 19 205 853 001 | 179        | 101                                | 0                                  | 60°08′49″ с. ш. 35°45′31″ в. д. |
| деревня Тарасовская   | 19 205 853 011 | 189        | 120                                | 19                                 | 60°14′54″ с. ш. 35°40′37″ в. д. |
| деревня Яковлевская   | 19 205 853 012 | 190        | 122,7                              | 21,7                               | 60°15′06″ с. ш. 35°39′12″ в. д. |